# Rallicula leucospila
La rallina striata, rallina striebianche o rallina castana striata di bianco (Rallicula leucospila Salvadori, 1876) è un uccello della famiglia dei Sarotruridi originario della Nuova Guinea.

## Distribuzione e habitat
La rallina striata è confinata alle foreste di montagna tra i 1350 e i 1850 m che si sviluppano sui monti Tamrau, Arfak e Wandammen In Papua Occidentale, la parte indonesiana della Nuova Guinea. Ha abitudini terricole.

## Conservazione
L'areale copre vaste estensioni di foreste primarie non soggette che marginalmente ad impatti umani. Le uniche, modeste, minacce note sono il disboscamento (molto localizzato), l'uccisione da parte di cani e la potenziale introduzione di predatori alieni.